# Pamela (Farinelli)
Pamela è una farsa per musica in un atto del compositore Giuseppe Farinelli su libretto di Gaetano Rossi. Il testo del lavoro è basato sulla commedia goldoniana Pamela maritata, la quale a sua volta s'ispira all'omonimo romanzo (Pamela, o la virtù premiata) dello scrittore inglese Samuel Richardson.
Fu rappresentata per la prima volta il 22 settembre 1802 al Teatro San Luca di Venezia.

## Rappresentazione in tempi moderni e registrazione
La farsa, in tempi moderni, fu rappresentata per la prima volta (e registrata) il 29 dicembre 1993 al Teatro Comunale Treviso sotto la direzione di Peter Maag.